# 卡茨溫克爾湖
52°15′33.9″N 13°4′19.7″E / 52.259417°N 13.072139°E

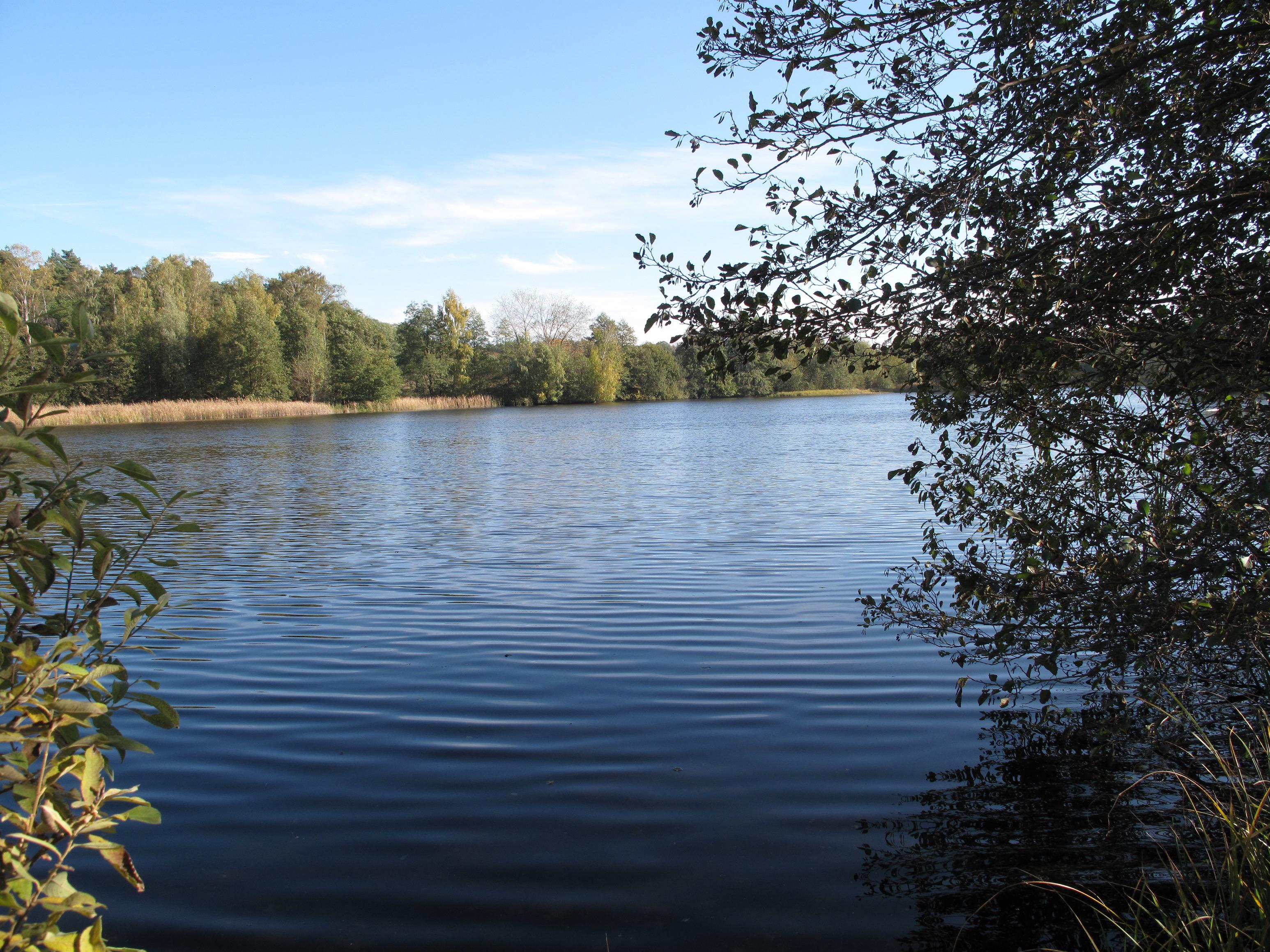

卡茨溫克爾湖（德語：Katzwinkel），是德國的湖泊，位於該國西南部，由勃蘭登堡州負責管轄，處於波茨坦-米特爾馬克縣，長0.8公里、寬0.2公里，面積0.09平方公里，海拔高度42米，平均水深1.5米，最大水深2.5米。